# Sergej Buchteev
Sergej Vasil'evič Buchteev (in russo Сергей Васильевич Бухтеев?; Mosca, 20 dicembre 1896 – dicembre 1947) è stato un allenatore di calcio e calciatore sovietico, di ruolo attaccante.

## Biografia
Aveva un fratello, anch'egli calciatore negli anni dieci del XX secolo.
Il primo maggio del 1947 è arrestato e il 13 settembre successivo è condannato a otto anni di reclusione in un gulag. Muore nel campo nel dicembre 1947. Il Collegio giudiziario della Corte Suprema sovietica lo riabilita il 17 novembre 1956.

## Carriera
È stato allenatore del CDKA Mosca.